# Ава Дулси (Тексас)
Ава Дулси (енгл. Agua Dulce) град је у америчкој савезној држави Тексас. По попису становништва из 2010. у њему је живело 812 становника.

## Демографија
Према попису становништва из 2010. у граду је живело 812 становника, што је 75 (10,2%) становника више него 2000. године.
| Група             | 2000.       | 2010.       |
| Белци             | 243 (33,0%) | 177 (21,8%) |
| Афроамериканци    | 1 (0,1%)    | 12 (1,5%)   |
| Азијати           | 0 (0,0%)    | 5 (0,6%)    |
| Хиспаноамериканци | 487 (66,1%) | 608 (74,9%) |
| Укупно            | 737         | 812         |